# شفنتيننتال
شونتيننتال (بالألمانية: Schwentinental) هي بلدة ألمانية تقع في ألمانيا في شليسفيغ هولشتاين.